# فرهنگ دورست
فرهنگ دورست (qulliq) یک فرهنگ باستانی بود که در گرینلند و شرق قطب شمال کانادا شکوفا شد و از حدود ۸۰۰ سال قبل از میلاد تا ۱۳۰۰ میلادی وجود داشت. این فرهنگ به نام کیپ دورست در جزیره بافین نامگذاری شده است، جایی که اولین بار وجود آن کشف شد. این فرهنگ همچنان در هاله ای از ابهام قرار دارد. نظریه‌های مختلفی در مورد ریشه‌های آن مطرح شده است، از ریشه‌های آلاسکا یا غرب قطب شمال تا تأثیرات فرهنگ‌های باستانی یا جنگلی جنوب. همچنین ممکن است از فرهنگ پیش از دورست، با حداقل تأثیر خارجی، در همان مکان تکامل یافته باشد.
مردم دورست برای تأمین معاش خود به شدت به پستانداران دریایی مانند فوک و گراز دریایی وابسته بودند و رژیم غذایی خود را با ماهی، پستانداران زمینی و پرندگان تکمیل می‌کردند. برخلاف فرهنگ‌های بعدی اینوئیت، آنها از سورتمه‌های کشیده شده توسط سگ استفاده نمی‌کردند و در عوض از سورتمه‌های دستی کوچک برای حمل بارهای سنگین استفاده می‌کردند. جعبه ابزار آنها، متفاوت از اینوئیت‌ها، فاقد مته کمانی بود. مصنوعات دورست، از جمله سر نیزه‌های زوبین، چاقوها، چراغ‌ها و ابزارهای سنگی، دارای ویژگی‌های منحصر به فردی هستند. بیان هنری آنها، که اغلب در استخوان، عاج یا چوب حک شده بود، از نمایش‌های طبیعی تا نمایش‌های استیلیزه یا غریب از حیوانات و انسان‌ها متغیر بود و احتمالاً به عنوان طلسم یا ابزار جادوی شکار استفاده می‌شد.
شهرک‌های دورست، که معمولاً در نزدیکی خط ساحلی واقع شده بودند، از خانه‌های نیمه زیرزمینی و خانه‌های اجتماعات تشکیل شده بودند. در طول ماه‌های تابستان، آنها احتمالاً در چادرهای پوشیده شده از پوست زندگی می‌کردند. شواهد نشان می‌دهد که آنها سبک زندگی کوچ‌نشینی داشتند و گروه‌های کوچک به صورت فصلی جابه‌جا می‌شدند.
شرایط دقیق مربوط به ناپدید شدن فرهنگ دورست همچنان نامشخص است. با این حال، مشخص است که پس از ورود فرهنگ توله از آلاسکا رخ داده است، و برخی شواهد نشان‌دهنده تماس محدود بین دو گروه است. آغاز دوره سرد قرون وسطی، دوره‌ای از افزایش سرما در نیمکره شمالی، ممکن است به کاهش فرهنگ دورست کمک کرده باشد. میزان تأثیر دورست بر فرهنگ‌های بومی بعدی کانادا و گرینلند نامشخص است، اگرچه برخی از انواع ابزارها و بقا یک گروه خاص اینوئیت تا سال ۱۹۰۳ ممکن است به یک تبار مستقیم اشاره داشته باشد.

## کلیات
فرهنگ دورست یک فرهنگ دیرین-اسکیمو بود که از ۵۰۰ سال قبل از میلاد تا بین سال‌های ۱۰۰۰ تا ۱۵۰۰ میلادی در شمال قطب شمال آمریکا ادامه داشت. این فرهنگ پس از فرهنگ پیش از دورست و قبل از مردم توله (پیش‌اینوئیت) وجود داشت. این فرهنگ و مردم به نام کیپ دورست (اکنون کینگایت) در نوناووت کانادا نامگذاری شده‌اند، جایی که اولین شواهد وجود آن یافت شد. این فرهنگ به دلیل تفاوت‌های مشخص در فناوری‌های مربوط به شکار و ابزارسازی، به چهار مرحله تقسیم شده است. مصنوعات شامل تیغه‌های انتهایی مثلثی مشخص، چراغ‌های روغنی (کولیک) ساخته شده از سنگ صابون و ابزارهای تراش است.
فرهنگ دورست برای اولین بار در سال ۱۹۲۵ به عنوان یک فرهنگ جداگانه شناسایی شد. به نظر می‌رسد دورست‌ها حداکثر تا سال ۱۵۰۰ و احتمالاً تا ۱۰۰۰ منقرض شده بودند. مردم توله که از قرن ۱۱ میلادی از آلاسکا به سمت شرق مهاجرت کردند، در نهایت در سرزمین‌هایی که قبلاً توسط دورست‌ها سکونت داشتند، گسترش یافتند. مشخص نیست که آیا اینوئیت‌ها و دورست‌ها با هم ملاقات کرده‌اند یا خیر. برخی مطالعات ژنتیکی مدرن نشان می‌دهند که جمعیت دورست از گروه‌های بعدی متمایز بودند و "تقریباً هیچ مدرکی برای تعامل ژنتیکی یا فرهنگی بین دورست‌ها و مردم توله وجود ندارد. با این حال، این سوال که چرا دورست‌ها به طور کامل ناپدید شدند، برخی را به این فکر واداشته است که مهاجمان توله مردم دورست را در "مثالی از نسل‌کشی پیش از تاریخ" نابود کردند.
افسانه‌های اینوئیت از برخورد آنها با مردمی به نام تونیت (در حروف صدادار: ᑐᓃᑦ، مفرد ᑐᓂᖅ Tuniq) حکایت می‌کند. طبق افسانه، اولین ساکنان غول‌هایی بودند که قدبلندتر و قوی‌تر از اینوئیت‌ها بودند اما از تعامل می‌ترسیدند و «به راحتی فرار می‌کردند».